# تامنفوست
تامنفوست (ⵜⴰⵎⴰⵏⴼⵓⵙⵜ)، كانت تسمى في عهد الاحتلال الفرنسي La Pérouse، هو حي سكني ببلدية المرسى التابعة للجزائر العاصمة.

## جغرافية
تقع تامنفوست على رأس ماتيفو، الذي يشكل الجانب الشمالي الشرقي من خليج الجزائر.

## الأسماء
الاسم الروماني Rusguniae هو الاسم اللاتيني للبونيقي RŠGNY (𐤓𐤔𐤂𐤍𐤉)، وتعني «Francolin Cape» والإشارة إلى رأس ماتيفو القريب. أطلق بطليموس عليها اسم Rhoustónion (Greek)،  ويظهر في المصادر المتأخرة مثل Rusgume ،  Rugunie ،  و Rusgimia.
الاسم الفرنسي La Pérouse (حرفيا «بيروجيا») كرمت ضابط البحرية والمستكشف جان فرانسوا دي غالوب، الذي كان يملك عقارًا بهذا الاسم.
تامنفوس هو الاسم البربري لـ «الجانب الأيمن»، من موقع الرأس بالنسبة للجزائر العاصمة. الاسم الحالي للرأس، ماتيفو، هو تقريب إسباني من القرن الرابع عشر لاسم البربري.

## التاريخ
تأسست Rusguniae كمستعمرة على طول الطريق التجاري بين مضيق جبل طارق وفينيقيا. كانت تتألف من قلعة صغيرة في كيب ماتيفو.  سقطت أخيرًا تحت سيطرة القرطاجيين، ربما خلال القرن السادس.
بعد الحروب البونية، وقعت المنطقة تحت الهيمنة الرومانية وأنشأ أغسطس مستعمرة هناك   للفيلق التاسع في وقت ما خلال فترة حكمه. 
في العصور القديمة المتأخرة، كانت جزءًا من مملكة الفاندال قبل الاسترداد البيزنطي لأفريقيا. تم اجتياحها من قبل الخلافة الأموية في القرن السابع.
قام برج رمضان آغا في عام 1661 ببناء قلعة برج تامينفوست أو تامينت فوست. كان موقع الإعلان الرسمي للجهاد ضد فرنسا في 23 يوليو 1830، ردا على الغزو الفرنسي للبلاد.

## دين
كان Rusguniae أسقفية مسيحية. أعيد نظريا أنها الكاثوليكية اسمية ترى في القرن 20:

### قائمة الأساقفة
- خوسيه غابرييل أنايا واي ديز دي بونيلا (1967.09.15 - 1976.01.06)
- بول زينجتونج جرونج (1976.01.24 - 1976.12.09)
- ريغوبيرتو كوريدور بيرموديز (1988.02.26 - 1996.11.30)
- أنتوني إيريري موكوبو، IMC (1999.12.22 إلى الوقت الحاضر)

## أثار
إلى جانب المتحف في برج تريمفوست، يحتوي الموقع أيضًا على أطلال رومانية Rusguniae. يتم تمثيل التاريخ البحري من قبل الأكاديمية البحرية في تامنفوس، والمعروفة باسم أكبر أكاديمية بحرية في القارة. المناظر من الميناء هي أيضا نقطة جذب كبيرة للزوار.

## صالة عرض
- برج تمنتفوست
- فسيفساء Rusguniae
- الكنيسة القديمة

### اقتباسات
1. 1 2 3  قالب:Cite ngall
2. ↑  "Western Algeria". The Lighthouse Directory. University of North Carolina at Chapel Hill. مؤرشف من الأصل في 2018-03-15. اطلع عليه بتاريخ 2017-05-03.
3. 1 2 3  Huss (2006).
4. ↑  بطليموس, الجغرافية, Book IV, Ch. ii, §6.
5. ↑  Rav. Cosmogr., 40.43.
6. ↑  Rav. Cosmogr., 88.13.
7. ↑  Guido, Geogr., 132.22.
8. ↑  Plin., التاريخ الطبيعي, Book V, §20. نسخة محفوظة 2023-02-21 على موقع واي باك مشين.
9. ↑  خط السير الأنطونيوسي, 16.1.

### قائمة المراجع
- Huss، Werner (2006)، "Rusguniae"، في Hubert Cancik؛ Helmuth Schneider؛ Christine F. Salazar؛ Manfred Landfester؛ Francis G. Gentry (المحررون)، Brill's New Pauly Encyclopedia of the Ancient World، Leiden: Brill.

## روابط خارجية
- Blog de Tamentfoust (Association Culturelle de Tmentfoust)
- GCatholic ، مع روابط السيرة الذاتية الحالية